# Zámecký pahorek
Zámecký pahorek (německy Schooshübl) je vrchol v České republice ležící v Zlatohorské vrchovině.

## Poloha
Zámecký pahorek se nachází jihovýchodně nad osadou Rejvíz. Leží asi 9 kilometrů východně od města Jeseník. Svahy vykazují na všech stranách více než stometrové převýšení, východní, spadající do údolí Olešnice, je velmi prudký z převýšením přes 250 metrů.

## Vodstvo
Západní stranu vrchu odvodňuje Černá Opava a její levý přítok vytékající z přilehlého Rejvízského rašeliniště. Pod východním svahem protéká hlubokým údolím říčka Olešnice, která je levým přítokem Bělé.

## Vegetace
Až na několik menších pasek je Zámecký pahorek pokryt souvislým lesem.

## Lurdská jeskyně
V roce 1908 k padesátému výročí mariánského zjevení v Lurdech byla v západním svahu pod Josefovou skálou zřízena Lurdská jeskyně. Ta po vysídlení původních obyvatel po druhé světové válce zanikla, ale v roce 2006 byla opět obnovena.

## Komunikace a turistické trasy
Úbočí Zámeckého pahorku obsluhují lesní cesty různých kvalit, ale na vrchol žádná z nich nevede. K Lurdské jeskyni byla zřízena odbočka z červeně značená trasy KČT 0603 Rejvíz - Vrbno pod Pradědem.